# Сорренто
Сорренто (італ. Sorrento) — муніципалітет в Італії, у регіоні Кампанія, метрополійне місто Неаполь. Невелике курортне місто Сорренто з населенням 18 тисяч примостилось на крутих скелях із вулканічного туфу, обриваючись у Неаполітанську затоку. Його природне зачарування, пишна середземноморська рослинність, свіже повітря, прозорість води, чарівна панорама моря, островів, Везувій і Флегрейські поля перетворили місто в «Мекку» міжнародного туризму.
Сорренто розташоване на відстані близько 220 км на південний схід від Рима, 25 км на південний схід від Неаполя. Населення — 16 724 особи (2014). Щорічний фестиваль відбувається 14 лютого. Покровитель — Sant'Antonino abate.
Сорренто — одне з найпопулярніших туристичних місць не тільки у Кампанії, а й у всій Італії. Місто славиться своїми мальовничими морськими видами, яскравими кольорами, ароматами цитрусових та витонченими архітектурними шедеврами. Місто має багату історію, яка сягає епохи стародавнього Риму. Воно служило прибутковим містом для римлян, потім було під впливом багатьох культур, включаючи греків, норманів та арабів, що лишило свій слід у його архітектурі та культурному спадку.
Серед найвідоміших визначних пам'яток Сорренто варто виділити вишукані палаци, як-от Корреале, у якому знаходиться музей історії та мистецтва міста. Центральна площа — П'яцца Тассо — є серцем міста, де можна насолодитися атмосферою італійського життя, скуштувати місцеву кухню та насолодитися кавою або глечиком лімончелло.
Сорренто також славиться своїми прекрасними пляжами. Багато туристів відвідують Сорренто, щоб вирушити на екскурсії до близько розташованих туристичних місць, як-от острови Капрі та Іскья, або вивідати визначні пам'ятки Неаполя та Помпеї.
Сорренто приваблює мандрівників з усього світу своєю неперевершеною красою, аутентичним італійським колоритом та відкритістю своїх жителів.

## Демографія
Населення за роками:

Станом на 1 січня 2023 року в муніципалітеті офіційно проживало 627 іноземців з 64 країн, серед них 139 громадян країн Євросоюзу та 189 громадян України.

## Клімат
| Місяці                        | Місяці  | Місяці  | Місяці  | Місяці  | Місяці  | Місяці  | Місяці  | Місяці  | Місяці  | Місяці  | Місяці  | Місяці  | Пора | Пора | Пора | Пора | Рік  |
| Місяці                        | Січ     | Лют     | Бер     | Кві     | Тра     | Чер     | Лип     | Сер     | Вер     | Жов     | Лис     | Гру     | Зим  | Вес  | Літ  | Осі  | Рік  |
| ----------------------------- | ------- | ------- | ------- | ------- | ------- | ------- | ------- | ------- | ------- | ------- | ------- | ------- | ---- | ---- | ---- | ---- | ---- |
| Темп. макс. (°C)              | 12      | 13      | 15      | 18      | 22      | 26      | 30      | 30      | 27      | 22      | 16      | 13      | 12.7 | 18.3 | 28.7 | 21.7 | 20.3 |
| Темп. сер. (°C)               | 8       | 8       | 10      | 12      | 17      | 20      | 30      | 24      | 21      | 16      | 12      | 9       | 8.3  | 13   | 24.7 | 16.3 | 15.6 |
| Темп. мін. (°C)               | 3       | 3       | 5       | 7       | 11      | 14      | 17      | 17      | 15      | 10      | 7       | 4       | 3.3  | 7.7  | 16   | 10.7 | 9.4  |
| Опади (мм)                    | 60      | 50      | 50      | 40      | 35      | 15      | 5       | 20      | 45      | 70      | 65      | 60      | 170  | 125  | 40   | 180  | 515  |
| Дні опадів (≥ 1 мм)           | 5       | 5       | 4       | 4       | 3       | 2       | 1       | 2       | 4       | 6       | 6       | 6       | 16   | 11   | 5    | 16   | 48   |
| Вологість повітря (%)         | 70      | 65      | 61      | 57      | 53      | 49      | 45      | 51      | 57      | 63      | 69      | 72      | 69   | 57   | 48.3 | 63   | 59.3 |
| Абсолютна геліофанія (години) | 4       | 5       | 6       | 7       | 9       | 11      | 11      | 10      | 8       | 6       | 4       | 3       | 4    | 7.3  | 10.7 | 6    | 7    |
| Роза вітрів (Вузлів)          | SSW 8.5 | WNW 8.5 | WNW 8.5 | WNW 8.5 | WNW 8.5 | WNW 8.5 | WNW 8.5 | WNW 8.5 | WNW 8.5 | WNW 8.5 | WNW 8.5 | SSW 8.5 | 8.5  | 8.5  | 8.5  | 8.5  | 8.5  |

## Персоналії
- Торква́то Та́ссо (італ. Torquato Tasso; *11 березня 1544 — †25 квітня 1595) — італійський поет та теоретик поетичного мистецтва, найвидатніший представник італійської літератури пізнього Відродження.

## Сусідні муніципалітети
- Масса-Лубренсе
- Сант'Аньєлло

## Галерея

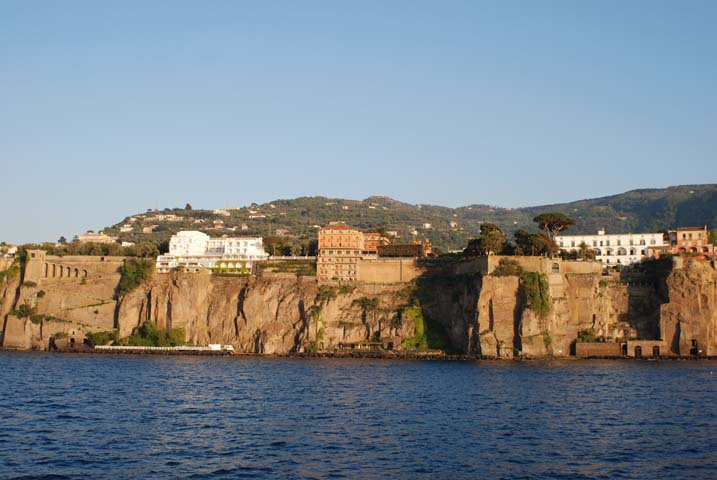
Scogliere
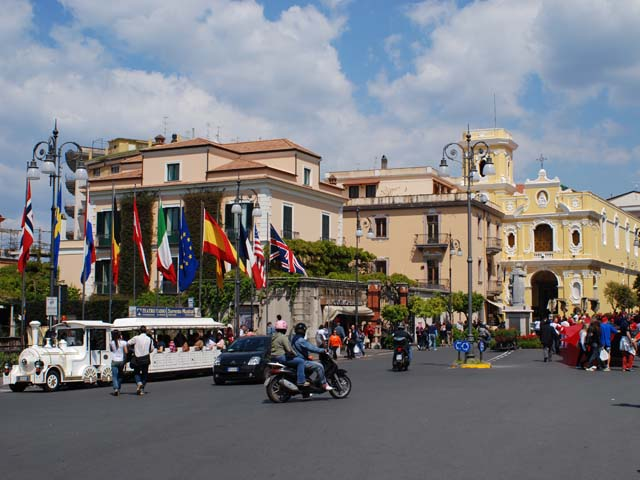
Corso Italia
- Marina Grande
- Hotel Belair